# Flare (BUMP OF CHICKENの曲)
「Flare」（フレア）は、BUMP OF CHICKENの曲。15作目の配信限定シングルとして2021年2月11日にリリースされた。

## 概要
前作「アカシア/Gravity」より約3ヶ月ぶりのリリースとなった。また予告無しでのリリースとなった。なお、リリース日の2021年2月11日はバンドの結成25周年の記念日である。
タイアップのつかないシングルは「You were here」より約6年半ぶりとなる。
本楽曲は藤原基央が2020年の夏頃から制作していた楽曲である。

リリースにあたり、バンドとしては
| 「 | 結成25周年を迎えるにあたり、今日まで支えてくださった皆様に、僕らの一番新しい楽曲を聴いて頂きたいと思います。ありがとう。感謝を込めて BUMP OF CHICKENメンバー一同 | 」 |

とコメントしている。
ベースの直井由文が活動休止中にレコーディングされた楽曲であったため、ベースはボーカル&ギターの藤原基央が担当している。
2021年12月22日に発売されたCDシングル「なないろ」で初CD化。こちらの音源のベース演奏は直井が担当している。

## ミュージック・ビデオ
Flare
監督：太田好治
スタジオでの演奏シーンで構成されている。なお、以前からBUMP OF CHICKENのアーティスト写真やライブ写真、ジャケットなどを撮影してきた太田としては、バンドのMVとしては初めての監督作品となった。
バンドが出演しているMVでは唯一直井が出演していない（活動休止中の為）。

## 収録内容
| #  | タイトル  | 作詞・作曲 | 編曲            | 時間 |
| -- | --------- | ---------- | --------------- | ---- |
| 1. | 「Flare」 | 藤原基央   | BUMP OF CHICKEN | 4:49 |